# Use Your Illusion I
Use Your Illusion I е третият студиен албум на американската рок група Гънс Ен' Роузис. Това е първата част от двойния албум. Албума дебютира под №2 в класацията на Billboard 200 и е продаден в тираж от 685 000 копия още в първата седмица.